# ツカサ都心開発
ツカサ都心開発株式会社（ツカサとしんかいはつ）は、東京都にある不動産会社。不動産事業（レンタルオフィス、SOHOオフィス、マンスリーマンション）、インターネット事業（ツカサネット新聞）、福祉・介護事業（アイ・ケアツカサ株式会社）、昭和30年代村企画株式会社を展開していた。総じてツカサグループと括る。
2012年に事業をグループ会社に移管しており、現在の活動実態は不明である。

## 沿革
- 1962年（昭和37年）2月 - 司建物管理有限会社設立。
- 1973年（昭和48年）7月 - 川又三智彦が同社代表取締役社長に就任。
- 1983年（昭和58年）5月 - ウィークリーマンション事業を日本で初めて開始。
- 1990年（平成2年）2月 - ウィークリーマンション事業を主とした子会社、株式会社ウィークリーマンションツカサを設立。
- 1999年（平成11年）9月 - ウィークリーマンションの営業権を米投資会社リーマン・ブラザーズへ売却（現：マイステイズ・ホテル・マネジメント）。ウィークリーマンションツカサはツカサ都心開発株式会社に社名変更。
- 2001年（平成13年）10月 - 小口不動産事業を開始。
- 2004年（平成16年）
  - 1月 - 介護事業を開始。
  - 8月 - ホテル事業を開始（カフェホテル新宿）。
  - 11月 - 東京都品川区に昭和30年代村企画株式会社を設立。
- 2005年（平成17年）
  - 1月 - インターネット事業を開始。
  - 7月 - インターネット市民新聞、ツカサネット新聞を開始。
  - 8月 - 昭和30年代村予定地が静岡県伊東市郊外の57,000坪に決定。土地契約の締結。
- 2006年（平成18年）
  - 4月 - 昭和30年代の外観デイサービス「駅前デイホーム アイケアツカサ」を品川区にオープン。
  - 6月 - 町おこしとして、静岡県伊東市駅前商店街にて「キネマカフェ伊東劇場」・「キネマカフェセントラル」の2店舗をオープン。
  - 11月 - 高齢者の自立支援でもある賃貸住宅「シルバールーム事業（旧・高齢者サポートマンション）」を品川区小山よりスタート。
- 2007年（平成19年）
  - 8月 - 「ツカサネット新聞」記事がYahoo! JAPANにて提供掲載を開始。
  - 11月 - 就職支援プログラム付きルーム「ネットルーム」をオープン。
  - 12月 - 昭和30年代の外観デイサービス「駅前デイホーム アイ・ケア 浅草」を墨田区にオープン。
- 2009年（平成21年）
  - 3月4日 - 司建物管理有限会社が東京地裁に自己破産を申請し経営破綻。負債総額は約790億円。
  - 11月 - 「ツカサネット新聞」をシステム改良の名目で休止。
- 2012年（平成24年）- ツカサ都心開発の事業を司ビルマネジメント株式会社に移管。
- 2014年（平成26年）- 事業の一部を移管する目的でツカサマンスリーマンション株式会社を設立。
- 2016年（平成28年）8月 - ツカサマンスリーマンションが破産決定[1][2]。

## 事業

### 昭和30年代村計画
- 概要
  - 静岡県伊東市にて予定していた定住型のテーマタウン。57,000坪の土地に昭和30年代の村を再現した。1,500人が定住可能。
  - 昭和30年代の風景を持つ本物の村を作り、暮らせて、働けて、生きていけるテーマパークであり、観光地としての機能と、教育・雇用・介護から諸処の社会問題までを解消する機能を併せ持つコミュニティーを計画している。
  - 一人親家庭（母子・父子家庭）などの積極的受け入れを行っていく。
  - 村民は村内で観光を主として働く事ができ、村は得られた観光収入に年金機能を持たせる。
  - 四季の歳時を積極的に行い、村の最大のイベントは結婚式と葬式である。そして、村が造られていく時の左官・建前なども村内のパフォーマンスの一環として行く。
  - 月末の土日に現地見学会を行い、事業説明会を東京・五反田のツカサ本社ビルにて定期的に行っていた。
  - レトロをテーマにした商業施設ではなく、お年寄りから子供まで、近所で助け合う昭和30年代のコミュニティーを目指して命名された。ちなみに、提唱者の川又三智彦は西岸良平の漫画『三丁目の夕日』のファンだという。
  - 2008年、伊豆急不動産との契約解除により計画は頓挫した。
  - 2015年、テレビ番組『幸せ!ボンビーガール』の企画に提唱者の川又三智彦が出演し、場所を福島県会津若松市天寧寺町に移し、現在も計画は進行中であることがわかった。

### ツカサネット新聞
- 概要
  - 市民記者による投稿をメインとする情報発信サイトである。新聞と銘打っているが、登録者はWeb上の操作によって気軽に記事を投稿することができる。市民記者にはポイント制で1ポイント＝1円、またネットメンバーに昇格すれば月1万 - 10万円での固定給での契約が行われるなど、同業他者に類を見ないシステムを持つ。また他のサイトでは原則的に本名での記載を求めることが多いが、ペンネームでの投稿も可能である。
  - 2007年8月より、Yahoo! JAPANと提携、「Yahoo!ニュース」にて配信を開始。ただし、文章の論点が不明確である上に「記者」の主観による記述が多く見受けられたり、既存メディアの受け売りに過ぎない記事、またポイントを稼ぐためかいわゆる「釣り記事」的なものも多く、正規のメディアが配信したニュースと比較してツカサネット新聞の記事を掲載するだけの価値は無いとの厳しい声も少なくなかったこともあり、Yahoo!ニュースでの配信は2009年6月に他の市民ニュースの記事配信とともに打ち切られた。
  - その後も単独で運営を続けていたが、2009年11月にシステムの改良を理由に運営を休止した。再開予定が示されておらず、事実上の廃止と見る意見もある。

## CM
- 藤本房子が電話番号を読み上げ、社長の川又三智彦と飼い犬と飼い猫が出演するCMで話題となった。親の目・子の目や、笑っていいとも!増刊号のスポンサーでもあった。